# Seisenbergklamm
De Seisenbergklamm is een in de ijstijd ontstaande kloof nabij Weißbach bei Lofer in de Oostenrijkse deelstaat Salzburg. De kloof is uitgesleten door de rivier de Weißbach waar ook het dorp Weißbach naar genoemd is.
De formatie van de kloof begon ongeveer 12.000 jaar geleden door het smeltende ijs van de laatste ijstijd. De kloof is sinds de 19e eeuw begaanbaar en tegenwoordig erg ingesteld op het toerisme. Zo is er een restaurant en een souvenirwinkeltje en een route door de kloof onder leiding van het getekende figuurtje de Würzelgeist (Wortelgeest).
Voor de kloof moet toegangsgeld worden betaald waavanr de houten bruggen in de kloof kunnen worden onderhouden. De kloof kan gratis worden bezocht met een Salzburger Saalachtal karte en ook kan men de kloof bezoeken met een combinatiekaart waarmee men ook de Vorderkaserklamm en de Lamprechtshöhle in Sankt Martin kan bezoeken.